# Gouvernement Lebeau I
Royaume de Belgique
de Gerlache de Muelenaere
Le gouvernement Lebeau Ier dirigea la Belgique du 28 mars 1831 au 21 juillet 1831, date de la prestation de serment de Léopold Ier. Ce gouvernement n'avait officiellement pas de chef, mais Joseph Lebeau en assurait la direction.

## Composition
| Ministère                        | Nom                                                 | Parti   |
| -------------------------------- | --------------------------------------------------- | ------- |
| Ministre de l'Intérieur          | Étienne de Sauvage                                  | Libéral |
| Ministre des Finances            | Charles de Brouckère, puis Auguste Duvivier         | Libéral |
| Ministre de la Justice           | Antoine Barthélemy                                  |         |
| Ministre de la Guerre            | Constantin d'Hane-Steenhuyse, puis Amédée de Failly |         |
| Ministre des Affaires étrangères | Joseph Lebeau                                       | Libéral |
| Sans portefeuille                | Paul Devaux                                         | Libéral |